# Istarski kratkodlaki gonič
Istarski kratkodlaki gonič veoma je stara pseća pasmina iz Hrvatske.
Lovački je pas iz skupine goniča.
Pasmina je dobila ime po hrvatskom poluotoku Istri.

## Povijest pasmine
Smatra ih se najstarijom pasminom u Hrvatskoj i balkanskom susjedstvu, a još veći značaj ovom podatku daje teza F. B. Laske da je Balkanski poluotok domovina svih goniča.
Po nekim tezama se ovaj gonič nalazi na slici u Hrvojevom misalu iz 1404.
Ovog psa su oslikali Vincent iz Kastva na fresci Poklonstvo kraljeva u crkvici Svete Marije na Škriljinah u Beramu, Tizian na svojim slikama i biskup Petar Bakić u svojoj kronici iz 1719. godine "De vita populi et de cultura armentorum et pecorum Diacovae et eisus Districtus anno Domoni 1719", u kojoj je svjedočio o organiziranom uzgoju ove pasmine u Hrvatskoj još u 14. stoljeću.
1752. ga je opisao đakovacki kanonik i upravitelj biskupskih dobara Petar Lukić u "Relatio de statu culturae armentorum et pecorum Dominii diececis diacovensis et eius Districtus anno 1752".
Grof H. von Bylandt ih je opisao u knjizi „Die Hunderassen“ 1894. godine. Iste godine su prvi puta izloženi lovački psi, a među njima i 10 istarskih brakova, čiji je vlasnik bio grof Kristofor Volky.
Zahtjevi za standardizacijom su još iz 1924. 1949. ga je priznao FCI, a standard je objavljen tek 1973. godine. Raspadom SFRJ je postojala borba između Hrvatske i Slovenije za priznanjem domicilnosti pasmine. Naposljetku je na sjednici Glavne skupštine Svjetske kinološke organizacije (FCI) 30. svibnja 1999. priznat za hrvatsku pasminu, zajedno s istarskim oštrodlakim goničem.
Najraširenija je od svih hrvatskih pasmina. Najviše je rasprostranjen u hrvatskom krškom priobalju i bližem gorskom zaleđu, od Savudrijske vale do Prevlake. Pasmina je popularna među lovcima i u sjevernoj Italiji i u Sloveniji.

## Obilježja
Pogodan je za lov na krškom terenu. Koristi ga se u lovu na lisice, zečeve, divlje svinje i razne krške kokoške (jarebice, prepelice, fazane...).
Vrlo je veseo i razigran pas. Odan je svojoj obitelji i voli ljudsko društvo. Srednje je veličine. Pun je energije i otvoren. Traži mnogo kretanja i obilno se linja te mu zimi može biti hladno.
Po osobinama je srodnik psu dalmatincu, posavskom goniču i starohrvatskom hrtu.
Srodnost dalmatinskog psa i istarskog kratkodlakog goniča je dokazana i veterinarskim istraživanjima: velika podudarnost fizioloških vrijednosti koncentracije mokraćne kiseline kod obiju pasmina, kao i vrlo slične genetske formule za boju, čime se dokazalo zajedničko podrijetlo obiju pasmina.
Srodnost s posavskim goničem je u svom radu iz 1949. dokazivao poznati slovenski stručnjak za pse dr Ivan Lovrenčič, gdje je napisao da pored istarskih goniča postoji još nekoliko vrsta goniča u Istri koje izgledom podsjećaju na posavskog goniča.
Bliske srodne, ali nepriznate podpasmine su žuti istarski jednobojni kratkodlaki gonič i mali istarski kratkodlaki gonič.